# La hojarasca
La hojarasca (englischer Festivaltitel The Undergrowth) ist ein spanischer Dokumentarfilm unter der Regie von Macu Machín aus dem Jahr 2024. Der Film feierte im Februar 2024 auf der Berlinale seine Weltpremiere in der Sektion Berlinale Forum.

## Handlung
Carmen, Elsa und Maura haben Land auf einer Kanareninsel geerbt. Während Carmen das Land auch bisher schon bewirtschaftete, kommen ihre beiden Schwestern erst jetzt zurück. Maura ist krank und von Elsas Pflege abhängig. Die meisten Männer sind von der Insel abgewandert, auf der Insel herrscht ein unfreiwilliges Matriarchat. Die Erbschaft ist einerseits Aufgabe und Last für die Schwestern, andererseits bietet sie aber auch eine Sicherung der Existenz für die drei.
Der poetische Debütfilm stellt die Schwesternschaft ins Zentrum: Der weibliche Blick dreier älterer Schwestern ohne Versorger auf Care-Arbeit, Erbschaft, Mühsal und existentielle Sicherheit. Stellenweise wird stark inszeniert, dann wieder wird das Leben erzählt oder nachgespielt, in all seinen Paradoxien. Der Titel bedeutet Laub, was auf die Endlichkeit des Daseins hinweist.
Der Film spielt auf den kanarischen Inseln. Im Hintergrund ist zwar der Vulkan zu sehen, aber dennoch stellt sich Ruhe ein. Die Handlung basiert auf Laubsturm, dem ersten Roman  des kolumbianischen Schriftstellers García Márquez.

## Produktion

### Filmstab
Regie führte Macu Machín, die auch das Drehbuch schrieb. La hojarasca ist ihr Debütfilm. Für die Kamera waren José Alayón und Zhana Yordanova verantwortlich, die Musik stammt von Jonay Armas und für den Schnitt waren Emma Tusell, Ariadna Ribas und Manuel Muñoz Rivas zuständig.
Zu sehen sind Carmen Machín, Elsa Machín und Maura Pérez. 

### Produktion und Förderungen
Produziert wurde der Film von José Alayón, José Miguel Viña, Jamie Weiss und Jairo López, Produktionsfirma war El Viaje Films. Der Weltvertrieb liegt in den Händen der kroatischen Firma Splitscreen.

### Dreharbeiten und Veröffentlichung
Der Film feierte im Februar 2024 auf der Berlinale seine Weltpremiere in der Sektion Berlinale Forum.

## Rezeption
Auf ics.org erhielt der Film vier von fünf möglichen Sternen. Er sei kurz, aber stark. Er vermittle, dass Familie über alles gehe und man mit ihrer Hilfe alles bewältigen könne, sogar wenn man am Rand eines Vulkans lebe. Dagegen vergab Lida Bach auf moviebreak.de nur vier von zehn Punkten und urteilte, das Naturspektakel in La hojarasca zeige nur, „wie wenig Macu Machín aus den äußeren Gegebenheiten ihres semi-dokumentarischen Spielfilmdebüts zu machen versteht“.

## Auszeichnungen und Nominierungen
- 2023: Einladung zu MECAS, Market Dedicated to Almost-finished Films auf dem Internationalen Filmfestival von Las Palmas de Gran Canaria
- 2024: La hojarasca wurde zu den Internationalen Filmfestspielen Berlin 2024 eingeladen. Der Film wurde auch in die Nominierungsliste für den Berlinale Dokumentarfilmpreis aufgenommen.[7]
- 2024: Festival Internacional de Cine en Guadalajara: Auszeichnung für die Beste Regie – FIPRESCI-Preis (Macu Machín)[8]